# Ивановская 1-я волость
Ива́новская 1-я волость — административно-территориальная единица в составе Балашовского уезда Саратовской губернии.

## История
В 1918 году из волости были выделены вновь образованные волости, Ново-Алексеевская (Алексеевская),Обливинская, Чапушинская.
В 1920 году произошло укрупление волости. В состав волости вошли часть Росташевской (старая волость); Ново-Алексеевская (Алексеевская),Обливинская, Чапушинская (новые волости).        
В 1923 году волость была упразднена, вошла в состав Аркадакской волости.

## Состав на 1913 год
Население составило 9 258 человек. Волость включала 25 населённых пунктов, в том числе 2 села, 6 деревень, 15 поселков, 5 хуторов.
- село Ивановка — 1326 человек
- село Алексеевка — 1353 человека
- деревня Чапушка — 517 человек
- деревня Обливная — 1037 человек
- деревня Григорьевка — 570 человек
- деревня Ходаковка — 474 человека
- деревня Шептаковка — 569 человек
- деревня Дубовая — 868 человек
- посёлок Мойка — 63 человека
- посёлок Гриво — Власовский 1-й — 67 человек
- посёлок Гриво — Власовский 2-й — 68 человек
- посёлок Гришовский — 56 человек
- посёлок Заикинский — 29 человек
- посёлок Рогатый — Алексеевский 1-й — 78 человек
- посёлок Рогатый — Алексеевский 2-й — 96 человек
- посёлок Липовский — 104 человека
- посёлок Чернавский — 48 человек
- посёлок Родниковский — 143 человека
- посёлок Гривско — Алексеевский 3-й — 124 человек
- посёлок Сурочий — 36 человек
- посёлок Рязанский — 208 человек
- посёлок Березовый — 79 человек
- посёлок Солонцовский — 34 человека
- хутор Ладыженский — 446 человек
- хутор Унковский 1-й — 290 человек
- хутор Унковский 2-й — 295 человек
- хутор Березовско — Федоровский — 182 человека
- хутор Бендеровский — 98 человек

## Примечание
- Список населенных мест Саратовской губернии. Балашовский уезд.